# Gyügye
Gyügye est un village et une commune du comitat de Szabolcs-Szatmár-Bereg en Hongrie.

## Histoire

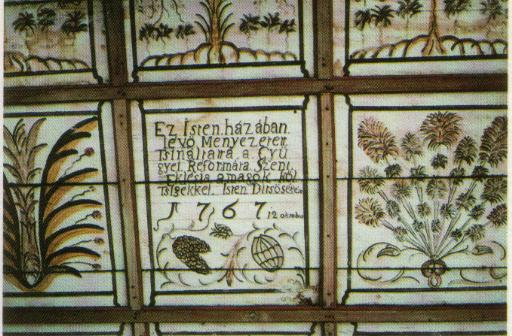
Plafond à caissons du temple réformé (Tsináltatta a Gyügyei Reformáta Szent Eklésia … 1767)